# Niedersteinbach
Niedersteinbach je občina v departmaju Bas-Rhin francoske regije Alzacija.
Leta 1990 je v občini živelo 161 oseb oz. 19 oseb/km².